# رو مک‌کلاناهان
رو مک‌کلاناهان (انگلیسی: Rue McClanahan؛ ۲۱ فوریهٔ ۱۹۳۴ – ۳ ژوئن ۲۰۱۰) بازیگر سینما و تلویزیون اهل ایالات متحده آمریکا بود. وی بین سال‌های ۱۹۵۷ تا ۲۰۱۰ میلادی فعالیت می‌کرد.
از فیلم‌هایی که وی در آن نقش داشته‌است، می‌توان به سربازان سفینه، ردپای آبی، یک تعویض مقدس، همگی در خانواده، این دنیا، سپس آتش‌بازی و پادشاه تپه اشاره کرد.